# 일본국 헌법 제34조
일본국 헌법 제34조(일본어: 日本国憲法第34条)은 일본국 헌법 제3장 "국민의 권리와 의무"의 조문 중 하나이다. 부당한 억류·구금으로부터의 자유에 대해 규정하고 있다.

## 조문
일본국 헌법 제34조
누구든지 이유를 바로 고지받고 또한 바로 변호인에게 의뢰할 권리를 부여받지 아니하고는 억류 또는 구금되지 아니한다. 또한 누구든지 정당한 이유가 없으면 구금되지 아니하며, 요구가 있으면 그 이유는 바로 본인 및 그 변호인이 출석하는 공개된 법정에서 제시하여야 한다.

## 해설
여기서 '억류'란 '일시적인 신체의 구속'을 말한다.
여기서 '구금'이란 '비교적 지속적인 신체의 구속'을 말한다.